# Outi Mäenpää
Pour les articles homonymes, voir Mäenpää.
Outi Mäenpää, née le 24 février 1962 à Helsinki, est une actrice finlandaise.

## Biographie
De 1984 à 1988, Outi Mäenpää a étudié à l'École supérieure de théâtre d'Helsinki.

## Filmographie
- 1986 : Studio Studio (série télévisée)
- 1987 : Tabu (série télévisée)
- 1988 : Isku suoneen (série télévisée) : Ulla
- 1988 : Rengasmatka (téléfilm) : Asta
- 1989 : Terroristit (téléfilm) : Anna
- 1989 : Me olemme viisi ystävää (téléfilm) : la policière dans le train
- 1989 : Anni tahtoo äidin : Taina
- 1989 : Mies pimeästä (téléfilm) : Sihteeri
- 1989 : Seitsemän veljestä (mini-série)
- 1990 : Tulitikkutehtaan tyttö : la coéquipière d'Iris
- 1990 : Huolehtivainen rakastaja (téléfilm) : Rakastajatar
- 1990 : Valehtelu virkistää (série télévisée)
- 1991 : Alhola (série télévisée) : une marcheuse
- 1991 : Suklaasydän (téléfilm)
- 1991 : Mikroaika (court métrage) : la femme
- 1992 : Viimeinen pisara (téléfilm)
- 1992 : Luonnonmukainen rakastaja (série télévisée) : Leena
- 1992 : Päin perhettä (série télévisée) : Ulla Syrjäntaka-Laatikainen
- 1993 : Okay (court métrage)
- 1993 : Me/We (court métrage)
- 1993 : Gray (court métrage)
- 1993 : Toinen luonto (téléfilm) : Outi Mäenpää
- 1993 : Kaikkien valehtelijoiden äiti (série télévisée)
- 1993 : Pimennys (mini-série) : Anja
- 1994 : Anita : la collègue d'Anita
- 1994 : Puhtaat valkeat lakanat (série télévisée) : Pirkko Aalto
- 1995 : Lipton Cockton in the Shadows of Sodoma : Dazzle Dent
- 1995 : Akkulaturit (série télévisée)
- 1996 : Syrjähyppyjä (téléfilm) : Kati
- 1995-1996 : Samppanjaa ja vaahtokarkkeja (série télévisée) : Anne Leino
- 1996 : Drifting Clouds : Laurin sisko (la sœur de Lauri)
- 1996 : Pimeän hehku (série télévisée) : Nina Paavola
- 1996 : Gabriel (téléfilm) : Tanja
- 1998 : Saari (téléfilm)
- 1998 : Zugvögel… Einmal nach Inari : Sirpa Salonen
- 1999 : Juha : la femme de Shemeikan
- 1999 : Talossa on Saatana (court métrage) : Margit
- 2000 : Slow at Heart : la mère de Tuoma
- 2000 : The South : Lena
- 2000 : Susi rajalla (série télévisée) : Piia Pelkkä
- 2000 : Mustan kissan kuja (série télévisée) : Piia Pelkkä
- 2001 : Haluatko ministeriksi? (téléfilm)
- 2002 : Yhteinen huone (série télévisée)
- 2002 : Mies vailla menneisyyttä : l'employée de banque
- 2002 : Vapaa pudotus (série télévisée) : Hippie / Outi / la mère de Tapani
- 2002 : Umur : Eija
- 2002 : Paholaisen tytär (mini-série) : Hannele Koski
- 2002 : Eteenpäin (téléfilm) : Sallamari Heinonen
- 2002 : Casual Killer (téléfilm) : Ylikomissario Maria Kallio
- 2003 : Stella Polaris esittää: Veneen henki (téléfilm)
- 2003 : Pahat pojat : la mère
- 2002-2003 : Hupiklubi (série télévisée)
- 2003 : Pearls and Pigs : la mère de Saara
- 2003 : Kuumia aaltoja (série télévisée) : Jutan asiakas
- 2004 : Flowers and Binding : Eve Leino
- 2004 : Noriko Show (série télévisée) : Noriko Saru
- 1999-2004 : Muodollisesti pätevä (série télévisée)
- 2005 : Playa del futuro : Kati
- 2005 : Hokkasen näköinen nainen (téléfilm) : Kirjakauppias
- 2000-2005 : Sincerely Yours in Cold Blood (série télévisée) : Päivi Miettinen
- 2006 : Soap : Raakel
- 2007 : Musta jää : Saara
- 2008 : 8 Days to Premiere : Paula
- 2008 : Stormheart : la psychologue pour chien
- 2008 : Älä unta nää (téléfilm) : Kaarina
- 2010 : Beyond : Aili
- 2010 : Nenäpäivä-show (téléfilm)
- 2011 : Meal with a Deal (court métrage)
- 2011 : The Kiss of Evil : Asta Malmstén
- 2011 : Let My People Go! : Helka
- 2011 : Herra Heinämäki ja Leijonatuuliviiri : Matleena Mutka
- 2012 : Rat King : la mère
- 2012 : Call Girl : Sirja, la call girl
- 2014 : Syke (série télévisée) : Ellu
- 2015 : Armi elää!

## Prix
- Jussi du meilleur premier rôle féminin, 2001, 2005, 2008
  - 2000 Lomalla
  - 2004 Kukkia ja sidontaa
  - 2007 Musta jää
- Jussi du meilleur second rôle féminin
  - 2003 Helmiä ja sikoja
- Prix Venla
  - 2004 Noriko Show
  - 1999 Muodollisesti pätevä